# Кузьва (приток Кувы)
Кузьва, Кузья — река в России, протекает по Кудымкарскому району Пермского края. Устье реки находится в 29 км по правому берегу реки Кува. Длина реки составляет 31 км.
Исток реки на Верхнекамской возвышенности в 5 км юго-западнее села Кува и в 30 км к северо-западу от Кудымкара. Река течёт на юго-восток, затем на восток и северо-восток. Русло сильно извилистое, ширина на всём протяжении не превышает 10 метров. На реке стоят деревни Старая Кузьва, Александрова и Сергеева. Приток — Ягшор (правый). Впадает в Куву ниже деревни Мечкор.

## Данные водного реестра
По данным государственного водного реестра России относится к Камскому бассейновому округу, водохозяйственный участок реки — Кама от города Березники до Камского гидроузла, без реки Косьва (от истока до Широковского гидроузла), Чусовая и Сылва, речной подбассейн реки — бассейны притоков Камы до впадения Белой. Речной бассейн реки — Кама.
Код объекта в государственном водном реестре — 10010100912111100008069.